# Ochlenberg
Ochlenberg är en ort och kommun i distriktet Oberaargau i kantonen Bern, Schweiz. Kommunen har 535 invånare (2023).